# Helena Cambridge
Lady Helena Frances Augusta Cambridge (Londra, 23 ottobre 1899 – Badminton House, 22 dicembre 1969) è stata una nobile britannica, discendente della famiglia reale, pronipote di Giorgio III e nipote della regina Mary.

## Biografia
Lady Helena nacque a Grosvenor House, Mayfair. Suo padre era il principe Adolfo di Teck (in seguito il Duca di Teck e dopo il 1917 Marchese di Cambridge) , figlio maggiore del principe Francesco, duca di Teck e della principessa Maria Adelaide di Cambridge. Sua madre era Lady Margaret Grosvenor, figlia di Hugh Grosvenor, I duca di Westminster. Come figlia del principe Adolfo di Teck, alla nascita è stata designata Sua Altezza Serena la principessa Helena di Teck. 
Durante la prima guerra mondiale, il sentimento antitedesco nel Regno Unito portò il re Giorgio V a cambiare il nome della casa reale dalla casa germanica di Sassonia-Coburgo-Gotha alla casa di Windsor dal suono più inglese . Il re rinunciò anche a tutti i suoi titoli germanici per se stesso e per tutti i membri della famiglia reale britannica che non erano residenti in altri paesi, inclusa Helena.
In risposta a ciò, il padre di Helena rinunciò al suo titolo di Duca di Teck e allo stile di Sua Altezza. Adolfo, insieme a suo fratello, il principe Alessandro di Teck, adottò il nome Cambridge, dal nome del nonno, il principe Adolfo, duca di Cambridge.
Successivamente è stato creato Marchese di Cambridge, Conte di Eltham e Visconte Northallerton nel Pari del Regno Unito. 

## Matrimonio
Sposò, il 2 settembre 1919 nella Cappella di San Giorgio, il colonnello John Evelyn Gibbs (22 dicembre 1879-11 ottobre 1932), un veterano delle guerre boere e della prima guerra mondiale e nipote del famoso uomo d'affari William Gibbs. La coppia non ebbe figli.

## Morte
Morì il 22 dicembre 1969 a Badminton House.

## Ascendenza
|                                              |                                                   |                                                            | Genitori                                                    |  |  | Nonni |  |  | Bisnonni                     |  |  | Trisnonni                   |  |
|                                              |                                                   |                                                            |                                                             |  |  |       |  |  | 8. Alessandro di Württemberg |  |  | 16. Ludovico di Württemberg |  |
|                                              |                                                   |                                                            |                                                             |  |  |       |  |  | 8. Alessandro di Württemberg |  |  | 16. Ludovico di Württemberg |  |
|                                              |                                                   | 17. Enrichetta di Nassau-Weilburg                          |                                                             |  |  |       |  |  | 8. Alessandro di Württemberg |  |  |                             |  |
| 4. Francesco di Teck                         |                                                   |                                                            |                                                             |  |  |       |  |  | 8. Alessandro di Württemberg |  |  |                             |  |
|                                              |                                                   | 9. Claudine Rhédey von Kis-Rhéde                           | 18. László Rhédy de Kis-Rhéde                               |  |  |       |  |  |                              |  |  |                             |  |
|                                              |                                                   | 9. Claudine Rhédey von Kis-Rhéde                           | 18. László Rhédy de Kis-Rhéde                               |  |  |       |  |  |                              |  |  |                             |  |
|                                              |                                                   | 9. Claudine Rhédey von Kis-Rhéde                           | 19. Ágnes Inczédy de Nagy-Várad                             |  |  |       |  |  |                              |  |  |                             |  |
| 2. Adolfo Cambridge, I marchese di Cambridge |                                                   | 9. Claudine Rhédey von Kis-Rhéde                           |                                                             |  |  |       |  |  |                              |  |  |                             |  |
|                                              |                                                   | 10. Adolfo, duca di Cambridge                              | 20. Giorgio III del Regno Unito                             |  |  |       |  |  |                              |  |  |                             |  |
|                                              |                                                   | 10. Adolfo, duca di Cambridge                              | 20. Giorgio III del Regno Unito                             |  |  |       |  |  |                              |  |  |                             |  |
|                                              |                                                   | 10. Adolfo, duca di Cambridge                              | 21. Carlotta di Meclemburgo-Strelitz                        |  |  |       |  |  |                              |  |  |                             |  |
| 5. Maria Adelaide di Cambridge               |                                                   | 10. Adolfo, duca di Cambridge                              |                                                             |  |  |       |  |  |                              |  |  |                             |  |
|                                              |                                                   | 11. Augusta d'Assia-Kassel                                 | 22. Federico d'Assia-Kassel                                 |  |  |       |  |  |                              |  |  |                             |  |
|                                              |                                                   | 11. Augusta d'Assia-Kassel                                 | 22. Federico d'Assia-Kassel                                 |  |  |       |  |  |                              |  |  |                             |  |
|                                              |                                                   | 11. Augusta d'Assia-Kassel                                 | 23. Carolina di Nassau-Usingen                              |  |  |       |  |  |                              |  |  |                             |  |
| 1. Helena Cambridge                          |                                                   | 11. Augusta d'Assia-Kassel                                 |                                                             |  |  |       |  |  |                              |  |  |                             |  |
|                                              | 12. Richard Grosvenor, II marchese di Westminster | 24. Robert Grosvenor, I marchese di Westminster            |                                                             |  |  |       |  |  |                              |  |  |                             |  |
|                                              | 12. Richard Grosvenor, II marchese di Westminster | 24. Robert Grosvenor, I marchese di Westminster            |                                                             |  |  |       |  |  |                              |  |  |                             |  |
|                                              | 12. Richard Grosvenor, II marchese di Westminster | 25. Eleanor Egerton                                        |                                                             |  |  |       |  |  |                              |  |  |                             |  |
| 6. Hugh Grosvenor, I duca di Westminster     | 12. Richard Grosvenor, II marchese di Westminster |                                                            |                                                             |  |  |       |  |  |                              |  |  |                             |  |
|                                              |                                                   | 13. Elizabeth Leveson-Gower                                | 26. George Leveson-Gower, I duca di Sutherland              |  |  |       |  |  |                              |  |  |                             |  |
|                                              |                                                   | 13. Elizabeth Leveson-Gower                                | 26. George Leveson-Gower, I duca di Sutherland              |  |  |       |  |  |                              |  |  |                             |  |
|                                              |                                                   | 13. Elizabeth Leveson-Gower                                | 27. Elizabeth Sutherland, XIX contessa di Sutherland        |  |  |       |  |  |                              |  |  |                             |  |
| 3. Margaret Grosvenor, marchesa di Cambridge |                                                   | 13. Elizabeth Leveson-Gower                                |                                                             |  |  |       |  |  |                              |  |  |                             |  |
|                                              |                                                   | 14. George Sutherland-Leveson-Gower, II duca di Sutherland | 28. George Leveson-Gower, I duca di Sutherland (= 26)       |  |  |       |  |  |                              |  |  |                             |  |
|                                              |                                                   | 14. George Sutherland-Leveson-Gower, II duca di Sutherland | 28. George Leveson-Gower, I duca di Sutherland (= 26)       |  |  |       |  |  |                              |  |  |                             |  |
|                                              |                                                   | 14. George Sutherland-Leveson-Gower, II duca di Sutherland | 29. Elizabeth Sutherland, XIX contessa di Sutherland (= 27) |  |  |       |  |  |                              |  |  |                             |  |
| 7. Constance Gertrude Leveson-Gower          |                                                   | 14. George Sutherland-Leveson-Gower, II duca di Sutherland |                                                             |  |  |       |  |  |                              |  |  |                             |  |
|                                              |                                                   | 15. Harriet Elizabeth Georgiana Howard                     | 30. George Howard, VI conte di Carlisle                     |  |  |       |  |  |                              |  |  |                             |  |
|                                              |                                                   | 15. Harriet Elizabeth Georgiana Howard                     | 30. George Howard, VI conte di Carlisle                     |  |  |       |  |  |                              |  |  |                             |  |
|                                              |                                                   | 15. Harriet Elizabeth Georgiana Howard                     | 31. Georgiana Cavendish                                     |  |  |       |  |  |                              |  |  |                             |  |
|                                              |                                                   | 15. Harriet Elizabeth Georgiana Howard                     |                                                             |  |  |       |  |  |                              |  |  |                             |  |